# Lušis Volley Raseiniai
Lušis Volley Raseiniai – litewska drużyna siatkarska z Rosieni powstała w 2020 roku jako następca zespołu Norvelita występującego w mistrzostwach Litwy do końca sezonu 2017/2018.
Norvelita w najwyższej klasie rozgrywkowej zadebiutowała w sezonie 2011/2012. Czterokrotnie zdobyła brązowe medale mistrzostw Litwy.

## Bilans sezonów
| Sezon     | Rozgrywki ligowe    | Rozgrywki ligowe | Puchar Litwy             |
| Sezon     | Poziom              | Miejsce          | Puchar Litwy             |
| --------- | ------------------- | ---------------- | ------------------------ |
| 2010/2011 | I lyga              | 3. miejsce       | Mały Puchar – 4. miejsce |
| 2011/2012 | I lyga (grupa II)   | 4. miejsce       | Mały Puchar – I runda    |
| 2012/2013 | I lyga              | 1. miejsce       | ?                        |
| 2013/2014 | Mistrzostwa Litwy   | 6. miejsce       | 4. miejsce               |
| 2014/2015 | Mistrzostwa Litwy   | 3. miejsce       | 3. miejsce               |
| 2015/2016 | Mistrzostwa Litwy   | 3. miejsce       | 2. miejsce               |
| 2016/2017 | Mistrzostwa Litwy   | 3. miejsce       | faza kwalifikacyjna      |
| 2017/2018 | Mistrzostwa Litwy   | 3. miejsce       | 2. miejsce               |
| 2020/2021 | I lyga              | 6. miejsce       | —                        |
| 2021/2022 | I lyga              | 3. miejsce       | faza kwalifikacyjna      |
| 2022/2023 | Mistrzostwa Litwy B | 2. miejsce       | ćwierćfinał              |

Poziom rozgrywek:
     pierwszy poziom
     drugi poziom

## Osiągnięcia
- Mistrzostwa Litwy:
  -  3. miejsce: 2015, 2016, 2017, 2018
- Puchar Litwy:
  -  2. miejsce: 2015
  -  3. miejsce: 2014